# معراج اسماعیلي
معراج اسماعیلي (بالفارسية: معراج اسماعیلی)، (مواليد 13 يناير 2000) هو حارس مرمى كرة قدم إيراني يلعب في صفوف نادي بيكان في دوري المحترفين الإيراني.

## روابط خارجية
- معراج اسماعیلي على موقع قاعدة بيانات كرة القدم.إي يو (الإنجليزية)
- معراج اسماعیلي على موقع Soccerway.com (الإنجليزية)